# Nissan MID4
La Nissan MID4 è una autovettura prototipale prodotta dalla casa automobilistica giapponese Nissan in due versioni dal 1985 al 1987.

## Storia e contesto

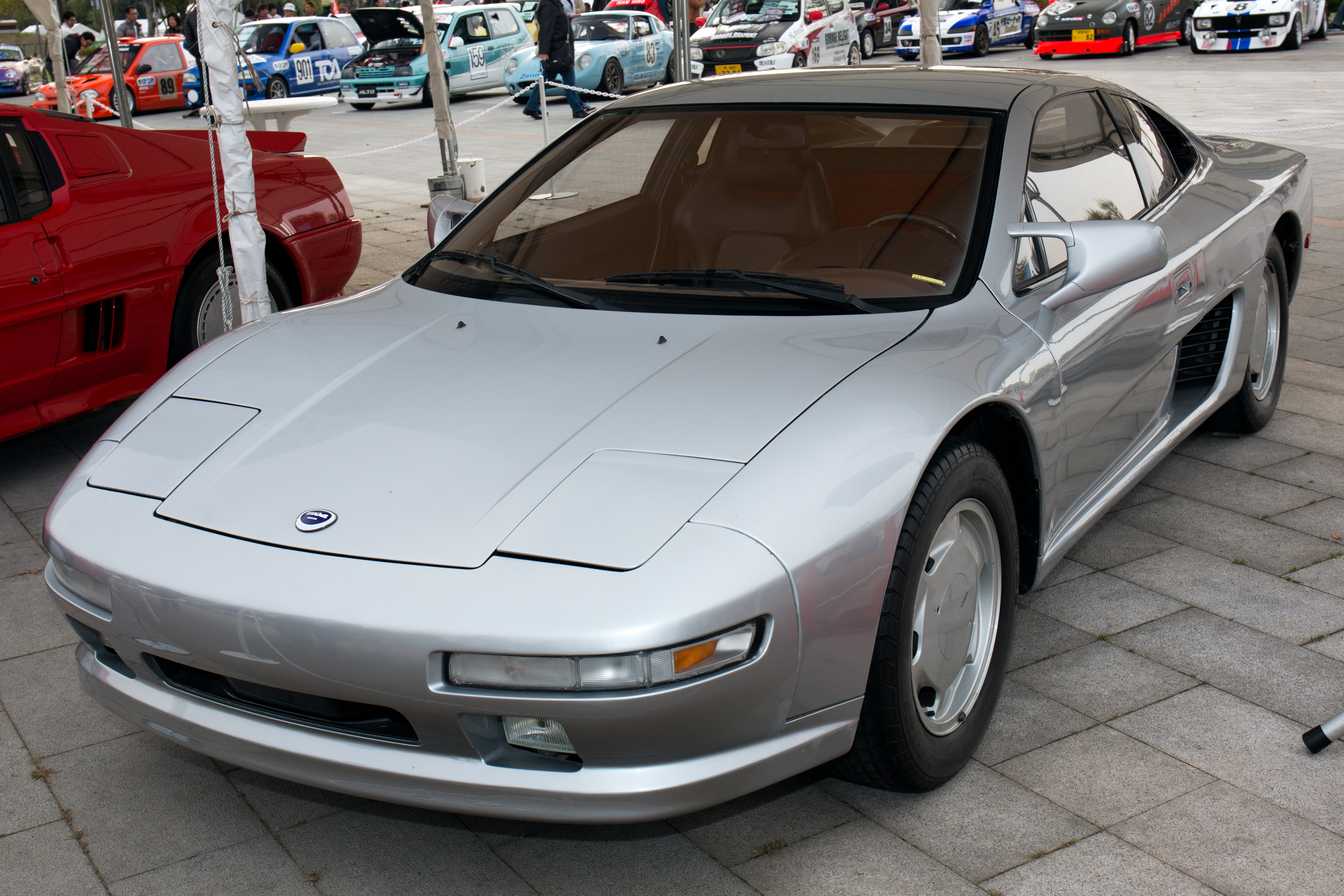
MID4 II

Il progetto, iniziato nella primavera del 1984,  fu affidata a un team di progettisti guidati da Shinichiro Sakurai. I primi quattro prototipi furono completati nel marzo 1985.
Presentata per la prima volta al Salone di Francoforte del 1985, la MID4 era una vettura progettata dalla Nissan che originariamente nei piani dell'azienda nipponica doveva essere messa in vendita a metà degli anni '80. Nissan aveva creato la MID4 per competere con le Porsche e Ferrari.
Dal punto di vista tecnico, la MID4 era una berlinetta con motore centrale, dotata di trazione integrale. La MID4 è stata in seguito ulteriormente evoluta e sviluppata, creando la MID4 II; la vettura non venne mai messa in produzione.

## MID4
La MID4 venne presentato per la prima volta al Salone di Francoforte del 1985. Il sistema di trazione integrale denominato ATESSA distribuiva la coppia (erogata dal nuovo motore che era un 3,0 litri V6 siglato VG30DE) con una ripartizione del 33% all'anteriore e del 67% al posteriore. Il motore V6 aspirato erogava circa 230 CV a 6000 giri/min. La MID4 è stata anche la prima vettura a presentare il sistema HICAS (High Capacity Actively Controlled Steering), ovvero un sistema sterzante che agisce su tutte e quattro le ruote, anche su quelle posteriori. Il cambio era un manuale a 5 marce e la velocità massima dichiarata di 249 km/h. Le sospensioni erano al retrotreno del tipo multilink mentre all'avantreno a doppio braccio oscillante. In seguito il sistema di trazione integrale ATESSA e delle quattro ruote sterzanti HICAS sarebbero poi arrivati sulla Nissan Skyline GT-R nel 1987, mentre le sospensioni multilink sulla 240SX.

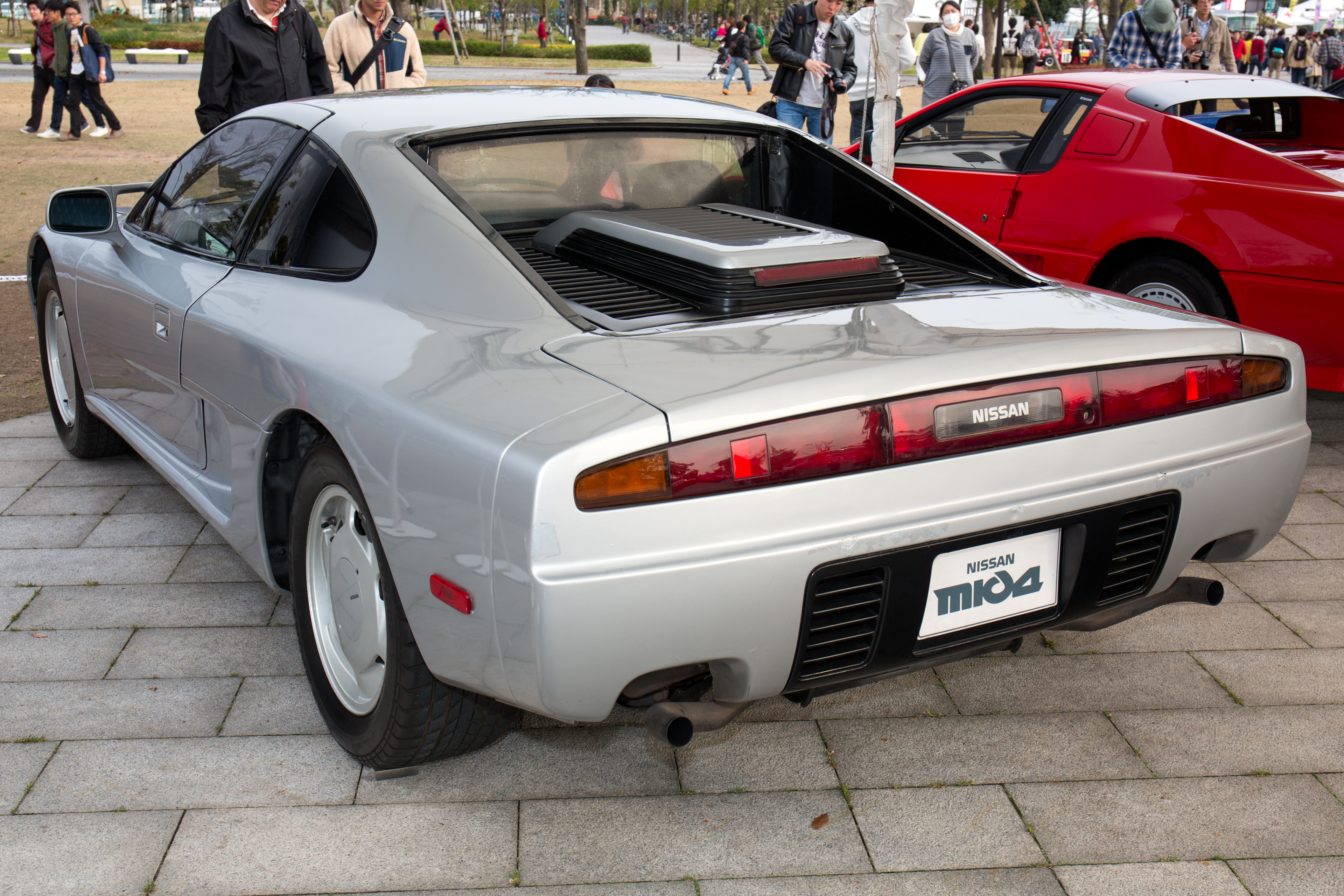
MID4 II

## MID4-II
La MID4-II debuttò al salone di Tokyo del 1987. Rispetto alla versione presentata due anni prima, vennero apportate numerose modifiche sia dal punto di vista meccanico che del design. Tra i cambiamenti più significativi, vi fu una pesante rivisitazione del design della carrozzeria e l'adozione di un nuovo motore siglato VG30DETT dotato di un sistema di sovralimentazione mediante due turbocompressori con intercooler che erogava circa 325 CV. La velocità massima era di 220 miglia all'ora (354 km/h). La MID4-II, a causa degli elevati costi, alla fine non venne mai prodotta in serie. In compenso però, il motore sarebbe poi stato montato sulla Nissan 300ZX nel 1989.